# Reydon (Royaume-Uni)
Pour les articles homonymes, voir Reydon.
Reydon est un village et une paroisse civile du Suffolk, en Angleterre.